# HMS Duke of York (17)
HMS Duke of York byla v pořadí třetí postavenou britskou bitevní lodí třídy King George V. Loď se účastnila bojů druhé světové války. Duke of York se jako třetí a poslední loď své třídy utkal v souboji s jinou nepřátelskou hladinovou lodí. Rozhodující mírou totiž přispěl ke zničení německého bitevního křižníku Scharnhorst v bitvě u Severního mysu. Loď v pořádku přečkala válku, v září 1951 byla vyřazena a roku 1957 prodána k sešrotování.